# P.S. I Love You (Beatles-dal)
A P.S. I Love You a kilencedik dal a Beatles 1963-ban megjelent Please Please Me című albumáról. A dalt John Lennon és Paul McCartney írta.
A dal egy mai füllel elavultnak tűnő, de szívhezszóló popdalocska, melyet Paul McCartney írt, mivel barátnője várta Liverpoolban. Kevésbé közismert tény, hogy miután McCartney visszatért haza, barátnőjével szakítottak.
A dalt 1962. szeptember 11-én vették fel a londoni Abbey Road Studios falai között. A felvételeken valójában Andy White session-zenész dobolt, Ringo Starr dobos pedig ezalatt egy maracas nevű hangszeren játszott.

## Közreműködött
- Ének: Paul McCartney
- Háttérvokál: John Lennon, George Harrison

Hangszerek:
- John Lennon: akusztikus ritmusgitár
- Paul McCartney: basszusgitár
- George Harrison: akusztikus gitár
- Ringo Starr: maracas
- Andy White: dob

## Slágerlistás helyezések
| Év   | Slágerlista            | Legjobb helyezés |
| ---- | ---------------------- | ---------------- |
| 1962 | UK Singles Chart       | 17               |
| 1964 | U.S. Billboard Hot 100 | 10               |
| 1982 | UK Singles Chart       | 4                |

## Külső hivatkozások
- Dalszöveg Archiválva 2020. március 1-i dátummal a Wayback Machine-ben